# Catocala excellens
Catocala excellens là một loài bướm đêm trong họ Erebidae.